# Julius Rolander
Sigfrid Julius Valdemar Rolander, född 31 maj 1923 i Norrköping, död 8 januari 2005, var en svensk målare och teaterdekoratör.

## Biografi
Julius Rolander var son till målarmästaren Julius Rolander och Sigrid Pihl och från 1954 gift med Vera Kvist.
Rolander studerade först vid en teknisk yrkesskola innan han studerade målning vid Otte Skölds målarskola i Stockholm 1941–1942 samt vid Konsthögskolan 1943–1947. Han tilldelades Svenska institutets stipendium för två års teaterstudier i Tjeckoslovakien. Under kortare och längre uppehåll i Sverige var han verksam som teckningslärare och fortsatte i mellanperioderna sina teaterstudier utomlands.
Han var anställd vid nationalteatern i Weimar 1952–1953, nationalteatern i Warszawa 1953–1956 och studerade därefter vid Moskvas konstnärliga teater och Wachtangov-Teatern. Under sin akademitid i Stockholm hade han Sven Erixson som lärare och det var Erixson som knuffade in Rolander i facket teaterkonst genom att han fick samarbeta med Erixson under några teateruppdrag. Han medverkade i samlingsutställningar arrangerade av Östgöta konstförening. På Norrköping-Linköping stadsteater gjorde han flera uppsättningar som regissör och dekoratör.
Han bytte senare inriktning och blev länsutbildningskonsulent i Skaraborgs län. Där han var koordinator och samarbetspartner med flera forskningsprojekt vid Göteborgs universitet. Han var bland annat initiativtagare till en musiksociologisk undersökning i Skaraborg 1974 och han deltog i uppbyggandet av flera bebyggelsehistoriska projekt. Han blev hedersdoktor vid Göteborgs universitet 1985.

## Teater

### Scenografi (ej komplett)
| År   | Produktion    | Upphovsmän                         | Regi        | Teater                           |
| ---- | ------------- | ---------------------------------- | ----------- | -------------------------------- |
| 1947 | Kungens paket | Staffan Tjerneld och Alf Henrikson | Hans Dahlin | Norrköping-Linköping stadsteater |

### Roller
| År   | Roll | Produktion                                       | Regi        | Teater                           |
| ---- | ---- | ------------------------------------------------ | ----------- | -------------------------------- |
| 1947 |      | Kungens paket Staffan Tjerneld och Alf Henrikson | Hans Dahlin | Norrköping-Linköping stadsteater |